# Важкосередовищні гідроциклони

Важкосередовищні гідроциклони (рос. тяжелосредные гидроциклоны, англ. heavy medium hydraulic cyclone, нім. Schwerhydrozyklone) — апарат для збагачення дрібних та середніх класів вугілля або інших корисних копалин у мінеральній суспензії у відцентровому полі, конструктивно — апарат типу циклон.
Крупність збагачуваного матеріалу знаходиться в межах 0,2–40 мм. Продуктивність 35–80 т/год.
Ефективність розділення: Ер = 0,03–0,06.

## Загальний опис
Істотні особливості важкосередовищних гідроциклонів в порівнянні з гідроциклонами загального призначення — збільшена висоті циліндричної частини, крутіший кут конусності конічної частини, ширший діапазон регулювання перетину вхідного патрубка та піскової насадки. Дво- або трипродуктові важкосередовищні гідроциклони призначені для збагачення вугілля, антрациту та сланцю, а також перезбагачення промпродукту. В трипродуктових важкосередовищних гідроциклонах перший (циліндричний) ступінь призначений для виділення концентрату, а другий (циліндроконічний) — для одержання важкого продукту (відходів) та промпродукту.
Збагачення в важкосередовищних гідроциклонах застосовується при переробці дрібних класів коксівного вугілля і антрацитів дуже важкої і важкої збагачуваності, а при підвищених вимогах до якості концентрату — середньої збагачуваності. Важкосередовищні гідроциклони можуть використовуватися також для перезбагачення промп-родукту і грубозернистого шламу.
Технологічні схеми важкосередовищних гідроциклонних ком-плексів для збагачення дрібного вугілля так само, як і схеми збагачення крупних класів відрізняються за числом стадій розділення, числом продуктів збагачення і за призначенням. Технологічні схеми збагачення в гідроциклонах складніші схем збагачення в сепараторах, тому що вимагають створення напору на вході в апарат кількісно більшого в 3–4 рази витрат суспензії і більш складної системи реґенерації суспензії в зв'язку зі значним шламоутворенням у гідроциклоні.
До машинного класу, що надходить на збагачення в гідроциклони, висувають підвищені вимоги і, насамперед щодо вмісту шламів. Зокрема, щодо крупного класу, знешламлювання здійснюється за класом 13 (25) мм, дрібного звичайно — за класом 0,5 мм.

### Комплекс збагачення дрібного машинного класу в важкосередовищних гідроциклонах
Комплекс збагачення дрібного машинного класу в важкосередовищних гідроциклонах реалізує процеси, аналогічні указаним для комплексу збагачення в важкосередовищних сепараторах. Додатково слід передбачати:
- установку конусних грохотів або дугових сит перед вібраційними грохотами для відділення кондиційної суспензії від продуктів збагачення;
- зневоднення дрібного концентрату і промпродукту (клас 0,5–13 мм) на центрифугах.

При збагаченні крупного і дрібного машинних класів в магнетитової суспензії слід, як правило, передбачати роздільні схеми регенерації.

## Двопродуктовий важкосередовищний гідроциклон

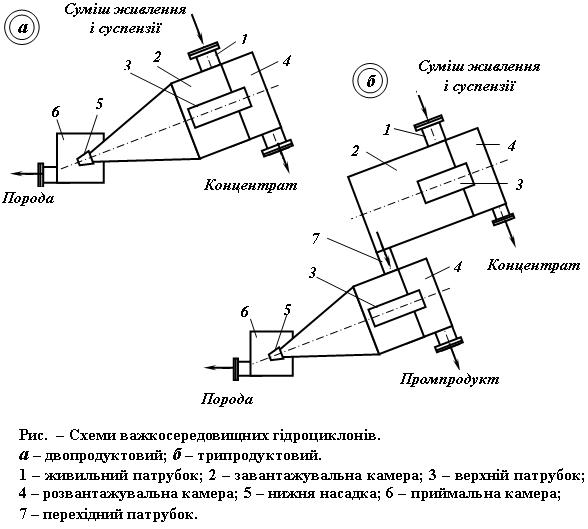

Двопродуктовий важкосередовищний гідроциклон (рис. а) встановлюють з нахилом 15–30° до горизонту. Суміш вихідного матеріалу із суспензією надходить під напором по живильному патрубку, розташованому тангенціально до циліндричної завантажувальної камери. Принцип дії важкосередовищних гідроциклонів полягає у наступному. У результаті тангенціального уведення суміші вихідного матеріалу з суспензією в гідроциклон утворюється інтенсивний обертальний рух зі швидкістю, що досягає декількох тисяч обертів за хвилину. У таких умовах усередині гідроциклона виникає відцентрова сила, яка значно переважає силу ваги. При вихровому русі пульпи в гідроциклоні утворюються два обертових потоки — зовнішній і внутрішній. Зовнішній потік переміщається уздовж стінок конуса вниз до нижньої насадки 5 і транспортує важку фракцію (породу), яка разом зі згущеною суспензією вивантажується через нижню насадку 5 у приймальну камеру 6. Поблизу геометричної осі апарата відцентрова сила стає настільки великою, що відбувається розрив суцільності потоку і утворення повітряного стовпа, який обертається у протилежному напря-мку і створює внутрішній потік. Внутрішній циліндричний потік, спрямований уверх уздовж осі до верхнього патрубка 3, транспортує легку фракцію (концентрат), яка разом з основною масою проясненої суспензії виводиться через зливну камеру 4.
Технічні характеристики двопродуктових циклонів

## Трипродуктовий важкосередовищний гідроциклон
Трипродуктовий важкосередовищний гідроциклон (рис. б) дозволяє в єдиному потоці суспензії розділити матеріал на три продукти. Він являє собою апарат, що складається з циліндричної і циліндроконічної секцій, з'єднаних між собою перехідним патрубком 7.
Суміш вихідного матеріалу із суспензією по тангенціальному патрубку надходить під напором у першу (циліндричну) секцію гідроциклона. Легкий продукт (концентрат) із потоком проясненої суспензії виводиться через верхній патрубок першої секції. Суміш важких фракцій з потоком згущеної суспензії надходить у другу секцію гідроциклона. Таким чином, у другій секції розділення важких фракцій відбувається за більшою густиною. Важкий продукт (порода) видаляється через нижню насадку, промпродукт — через верхню насадку другої секції.

## Безнапірні гідроциклони

Безнапірні гідроциклони (рис.) призначені для збагачення вугілля крупністю 0,25–35 мм, але вони можуть бути застосовані й для збагачення руд. Безнапірний гідроциклон являє собою циліндричну ємність 1 з двома тангенціальними 2 і 3 і двома осьовими 4 і 5 патрубками. Вісь циклона нахилена під кутом 15–45° до горизонту.
На відміну від розглянутих конструкцій вихідний матеріал і суспензія по-даються в апарат окремо: 90 % суспензії вводиться через тангенціальний патрубок 2 біля нижнього кінця апарата, а 10 % разом з вихідним матеріалом через осьовий патрубок 4. Робочий тиск в циклоні становить 0,1–0,2 МПа (в напірних 0,4–0,6 МПа). Тангенціальне введення суспензії формує поле відцентрових сил, в якому й здійснюється розділення матеріалу за густиною.
Важкі частинки (порода) під дією відцентрових сил досягають внутрішніх стінок апарата і видаляються разом зі згущеною суспензією через тангенціальний патрубок 3. Легкі частинки (концентрат) залишаються в центрі апарата і видаляються разом з розрідженою суспензією через патрубок 5.
У трипродуктовому безнапірному циклоні розділення матеріалу відбувається послідовно: у першій камері в суспензії більшої густини виділяється порода, у другій камері в суспензії меншої густини відбувається розділення концентрату і промпродукту.
Перевагою безнапірних гідроциклонів є їх менший знос внаслідок меншого робочого тиску.
Гідроциклони випускають в комплекті з допоміжним обладнанням, необхідним для роботи важкосередовищних гідроциклонних установок. В комплект крім гідроциклонів входять: бак регулюючий, змішувач, дугові грохоти, роздільник суспензії, резервуари для суспензії.
На показники роботи гідроциклонів впливають конструктивні і технологічні фактори. До конструктивних факторів відносяться: форма і геометричні розміри гідроциклона, піскової насадки, живильного і зливного патрубків, спосіб установки гідроциклона; до технологічних факторів відносяться: тиск на вході і властивості оброблюваної пульпи (вміст твердого, його гранулометричний і речовинний склади).

## Зарубіжні конструкції гідроциклонів
Зарубіжні двопродуктові циліндроконічні важкосередовищні гідроциклони розроблені голландською фірмою ДСМ. Гідроциклони ДСМ застосовують на збагачувальних фабриках багатьох країн і випускають як самою фірмою, так і за ліцензією ДСМ машинобудівельними фірмами різних країн (напр., фірмами «Польмаг» у Польщі, ВЖКГ у Чехії, «Ведаг» у Німеччині та ін.). Особливістю гідроциклонів ДСМ є відсутність на корпусі стаціонарних з'єднувальних фланців. Зливна камера і змінна насадки прикріплюються до корпусу за допомогою знімних фланців і закріплювальних кілець.
Двопродуктовий циліндроконічний важкосередовищний гідроциклон «Циклоїд» випускає фірма «Мак-Неллі» (США). Він відрізняється від гідроциклона ДСМ підводом живлення за допомогою спірального, а не тангенціального патрубка.
Важкосередовищний вихровий гідроциклон фірми «Осака Шипбілдінг» (Японія) відрізняється розташуванням конуса вершиною догори, що зумовило створення приймальної лійки спеціальної форми для важкого продукту. Конструктивними особливостями апарата є більший розмір насадки поблизу вершини конуса і наявність спеціальної трубки для здійснення контакту повітряного стовпа гідроциклона з атмосферою. Збільшення діаметра насадки при вершині конуса забезпечує підвищення продуктивності апарата і крупності збагачуваного матеріалу.
У Великій Британії випускають і експлуатують циліндричну модифікацію двопродуктового важкосередовищного гідроциклона «Ворсил» (діаметр 760 мм, продуктивність 100 т/год). Живлення у циліндричний корпус подається по тангенціальному патрубку у верхній частині. Зливний стакан, передбачений для виведення легкої фракції, проходить через дно циліндра, але не доходить до рівня завантажувального патрубка. Важкий продукт видаляється у нижній частині циліндра через тангенціальний патрубок, до якого приєднана спеціальна камера протитиску.